# 塞浦路斯 (罗马行省)
公元前58年，罗马共和国兼并了原属托勒密王朝的塞浦路斯，并设置了塞浦路斯行省。塞浦路斯居民以希腊人为主，是罗马帝国东部重要的经济贸易中心。

## 历史
前1世纪初，塞浦路斯由埃及托勒密王朝统治。前58年，罗马共和国以奇里乞亚海盗问题为借口兼并了塞浦路斯。同年的罗马公民大会上，塞浦路斯行省建立，小加图任首任总督。西塞罗之子小西塞罗在前50年在这里任总督，他的政策比前任更加宽容。三年后，由于混乱的局势，罗马失去了对塞浦路斯的实际控制。前40年，马克·安东尼将塞浦路斯赠送给埃及女王克里奥帕特拉。前31年，罗马内战结束，在亚克兴角战役后，屋大维占领埃及，一并占领了塞浦路斯。前22年，塞浦路斯恢复行省地位。
公元70年，耶路撒冷被毁后，大批犹太人涌入塞浦路斯。115至117年，犹太人起义（拉丁語：Tumultus Iudaicus）在塞浦路斯爆发，波及整个帝国东部。269年，罗马与哥特人进行纳伊苏斯战役，塞浦路斯是战场之一。293年，戴克里先分治东西罗马时，塞浦路斯成为东罗马的一部分。
塞浦路斯行省分为萨拉米斯、帕福斯、阿马苏斯、拉佩索斯四区，首府是帕福斯。

## 经济
罗马统治时期塞浦路斯经济十分繁荣。帕福斯和萨拉米斯等城市建起了大型公共建筑和奢华的私人住宅。在经济基本自给自足的同时，塞浦路斯是帝国东部贸易网络重要的一部分。塞浦路斯商人的足迹遍及叙利亚和巴勒斯坦，本地城市规模也大大扩张。
罗马帝国在塞浦路斯建立起了一套完善的道路系统。斯特拉波、老普林尼、托勒密等人都曾较为精确地记载过塞浦路斯的地理和交通。许多罗马时代的道路延续使用了十几个世纪，许多里程碑至今尚可找到。
塞浦路斯是罗马帝国主要的铜矿区之一，铜矿的开采由帝国直接控制，阿马苏斯等矿业城市因而兴起。考古资料显示塞浦路斯的铜矿工人先将铜矿运出，再进行熔炼等流程，这在当时是一大革新。

## 社会和文化
塞浦路斯居民以希腊人为主，少有罗马移民。在并入罗马前，塞浦路斯各城市在托勒密王朝治下获得了很大的自治权；各城市以宗教纽带为基础建立起了一个同盟，共同的圣地帕福斯阿芙罗狄忒神庙是同盟关系的核心要素之一。这一体系逐渐具有了类似神权政治的特征，并在罗马统治下被用于加强罗马皇帝的权威，持续到3世纪末。
这一阶段的塞浦路斯艺术具有鲜明的罗马特征，也保留了一定本地特色。例如雕塑，与罗马雕塑相比，塞浦路斯雕塑多用石灰石而非大理石，在内容上少有半身像，也不常陈列于公众场所。